# Вікінги (6 сезон)
Прем'єра шостого і фінального сезону історико- драматичного телесеріалу «Вікінги» відбулася 4 грудня 2019 року в Канаді. В серіалі йдеться про подвиги легендарного вождя вікінгів Рагнара Лодброка і його команди, а потім і його синів. У першому сезоні події розгортаються на початку епохи вікінгів, позначеної набігом Ліндісфарну в 793 році.
Шостий сезон складається з двадцяти епізодів, розділених на дві частини по десять серій у кожній; прем'єра другої половини відбудеться в 2020 році. Сезон в основному присвячений подіям за правління короля Бйорна над Каттегатом та пригодам Івара на Русі.

## Актори та персонажі

### Основний склад
- Кетрін Винник, в ролі Лагерти, войовниці і колишньої дружини Рагнара; у минулому королева Каттегату.
- Олександр Людвіг, в ролі Короля Бйорна Залізнобокого, син Рагнара і Лагерти; цар Каттегату.
- Алекс Хьог Андерсен, в ролі Івара Безкосного, четвертий син Рагнара і Аслог; колишній король Каттегату.
- <a href="./Марко Ilsø" rel="mw:WikiLink" data-linkid="77" data-cx="{&amp;quot;adapted&amp;quot;:false,&amp;quot;sourceTitle&amp;quot;:{&amp;quot;title&amp;quot;:&amp;quot;Marco Ilsø&amp;quot;,&amp;quot;description&amp;quot;:&amp;quot;Danish actor&amp;quot;,&amp;quot;pageprops&amp;quot;:{&amp;quot;wikibase_item&amp;quot;:&amp;quot;Q12325931&amp;quot;},&amp;quot;pagelanguage&amp;quot;:&amp;quot;en&amp;quot;},&amp;quot;targetFrom&amp;quot;:&amp;quot;mt&amp;quot;}" class="cx-link" id="mwHw" title="Марко Ilsø">Марко Ілсьо, в ролі</a> Хвитсерка, другий син Рагнара і Аслог
- Джордан Патрік Сміт, в ролі Уббе, старший син Рагнара і Аслог
- Данило Козловський, в ролі Князя Олега Віщого,[1] великий князь Київської Русі
- Джон Каванах, в ролі провидця, сейдр Каттегата

### Другорядні актори
- Джорджия Херста, в ролі Торви, дружини Уббе
- Рага Рагнарс, в ролі королеви Гунхильди, дружина Бйорна і королева Каттегату
- Люсі Мартін, в ролі Інгрід, раб Гунхильди і Бйорна в Каттегаті
- Кіран О'Рейлі, в ролі Біловолосого, колишній охоронець Іварата ізгой
- Андрій Клод в ролі Ганбаатара, капітан Олега
- Елоді Каррі, в ролі Аса, дочка Бйорна і Торви
- Райан Хенсон, в ролі Халі, син Бйорна і Торви

### Запрошені актори
- Мартін Малоні в ролі Вігріда, попутника Івара
- Доун Крісті Дінсмор, в ролі Амми, войовниці
- Адам Коупленд в ролі Кетиля Плосконосий, начальник ісландського поселення
- Ленн Кудрявіцкі в ролі князя Діра, брат Олега
- Оран Глінн О'Донован, в ролі Ігоря Київського, неповнолітнього спадкоємця Києва та підопічний Олега
- Блейк Кубена в ролі князя Аскольда, брат Олега
- Серена Кеннеді в ролі Анни, дружина Діра

## Виробництво
У вересні 2017 року було оголошено, що російський актор Данило Козловський приєднається до акторів у шостому сезоні у ролі Олега Віщого, князя Київської Русі у 10 столітті.